# Булева алгебра
Булевата алгебра (или алгебрата на съжденията) е клон от алгебрата. За разлика от училищната алгебра тук променливите могат да имат две стойности, наричани „ЛЪЖА“ и „ИСТИНА“, записвани също като „0“ и „1“. Друга основна разлика от обичайната алгебра е, че вместо аритметични действия се използват бинарните логическите оператори „И“, „ИЛИ“ и унарната операция „НЕ“. Работата с логическите операции има пряка връзка с операциите над множества сечение, обединение и допълнение.
Тя е формулирана за първи път от британския математик Джордж Бул (1815 – 1864) през 19 век, с цел да се използват алгебрични методи в логиката. Булевата алгебра и булевите операции стоят в основата на информатиката, програмирането и функционирането на компютърните системи, които работят чрез споменатите логически операции.
Операторите се срещат често написани по различен начин, напр. И, ИЛИ, НЕ (англ. AND, OR, NOT); ∧, ∨, ¬; математиците често използват + за ИЛИ, · за И и черта над символа за НЕ.
Тук са използвани логическите символи ∧, ∨ и ¬.

## Дефиниция
Булева алгебра е множество S с дефинирани функции Λ (конюнкция И), V (дизюнкция ИЛИ) и ¬ (отрицание НЕ)

## Булева алгебра с два елемента X1 X2
Теорията се базира на действия над „съждения“, които се интерпретират само или като верни, или като неверни.
Съждението:
 „2 по 2 е равно на четири" е истинно. В булевата алгебра се отбелязва, че верността му е 1.
Съждението:
 „Желязото е карбонат“ е лъжовно. В булевата алгебра се отбелязва, че верността му е 0.
При съставянето на сложни съждения се използват логическите операции „и“ (конюнкция), „или“ (дизюнкция), „не“ (отрицание), „следва“ (импликация).
Най-висок приоритет има отрицанието, следвано от конюнкцията и дизюнкцията.
Изразите в тази алгебра се наричат булеви изрази.
Операциите сe дефинират, както следва:
| Логическа операция | Оператор | Записване | Алтернативно записване | Определение                              |
| ------------------ | -------- | --------- | ---------------------- | ---------------------------------------- |
| Конюнкция          | И        | x ∧ y     | x AND y                | x ∧ y = 1 ако x = y = 1, иначе x ∧ y = 0 |
| Дизюнкция          | ИЛИ      | x ∨ y     | x OR y                 | x ∨ y = 0 ako x = y = 0, иначе x ∨ y = 1 |
| Отрицание          | НЕ       | ¬x        | NOT x, Nx, x̅           | ¬x = 0 ако x = 1, ¬x = 1 ако x = 0       |

Често логическите операции се дефинират чрез табулирането на техните стойности:
| {\displaystyle x} | {\displaystyle y} | {\displaystyle x\wedge y} | {\displaystyle x\vee y} |
| ----------------- | ----------------- | ------------------------- | ----------------------- |
| 0                 | 0                 | 0                         | 0                       |
| 1                 | 0                 | 0                         | 1                       |
| 0                 | 1                 | 0                         | 1                       |
| 1                 | 1                 | 1                         | 1                       |

| {\displaystyle x} | {\displaystyle \neg x} |
| ----------------- | ---------------------- |
| 0                 | 1                      |
| 1                 | 0                      |

Тази алгебра намира приложение в логиката, където 0 се интерпретира като „невярно“, а 1 като „вярно“. Изрази в тази алгебра се наричат булеви изрази.

## Аксиоми
1. {\displaystyle {\bar {\bar {x}}}=x}: Инволюция на отрицанието, отрицанието е операция, обратна на самата себе си.
2. {\displaystyle x\lor {\bar {x}}=1}
3. {\displaystyle \ x\lor 1=1}
4. {\displaystyle \ x\lor x=x}
5. {\displaystyle \ x\lor 0=x}
6. {\displaystyle \ x\land {\bar {x}}=0}
7. {\displaystyle \ x\land x=x}
8. {\displaystyle \ x\land 0=0}
9. {\displaystyle \ x\land 1=x}